# جوردن روبرتس (مخرج)
جوردن روبرتس (بالإنجليزية: Jordan Roberts)‏ هو كاتب سيناريو ومخرج أمريكي، ولد في 19 يونيو 1957.

## وصلات خارجية
- جوردن روبرتس على موقع IMDb (الإنجليزية)
- جوردن روبرتس على موقع ألو سيني (الفرنسية)
- جوردن روبرتس على موقع أول موفي (الإنجليزية)
- جوردن روبرتس على موقع بوكس أوفيس موجو (الإنجليزية)
- جوردن روبرتس على موقع قاعدة بيانات الأفلام السويدية (السويدية)
- جوردن روبرتس على موقع قاعدة بيانات الفيلم (الإنجليزية)
- جوردن روبرتس على موقع كينوبويسك (الروسية)